# David de la Cruz
David de la Cruz Melgarejo (Sabadell, 6 mei 1989) is een Spaans wielrenner die sinds 2024 rijdt voor Q36.5 Pro Cycling Team.
In de twaalfde etappe van de Ronde van Frankrijk van 2014 zat hij in de kopgroep, maar kwam ten val en brak daarbij zijn sleutelbeen. Bij zijn val haalde hij ook medevluchter Sebastian Langeveld onderuit. De Nederlander kon zijn weg echter vervolgen.

## Palmares

### Overwinningen
2012
Jongerenklassement Ronde van Portugal
2016
9e etappe Ronde van Spanje
2017
8e etappe Parijs-Nice
3e etappe Ronde van het Baskenland
2018
5e etappe Ruta del Sol (individuele tijdrit)
8e etappe Parijs-Nice
2020
Bergklassement Critérium du Dauphiné
2024
 Spaans kampioen tijdrijden, elite

### Resultaten in voornaamste wedstrijden
| Jaar | Ronde van Italië | Ronde van Frankrijk | Ronde van Spanje |
| ---- | ---------------- | ------------------- | ---------------- |
| 2013 |                  |                     | opgave           |
| 2014 |                  | opgave              |                  |
| 2015 | 34e              |                     | opgave           |
| 2016 | opgave           |                     | 7e (1)           |
| 2017 |                  |                     | opgave           |
| 2018 | 56e              |                     | 15e              |
| 2019 |                  |                     | 66e              |
| 2020 |                  | 72e                 | 7e               |
| 2021 |                  |                     | 7e               |
| 2022 | opgave           |                     | 21e              |
| 2023 |                  | opgave              | opgave           |
| 2024 |                  |                     |                  |
| 2025 |                  |                     |                  |

| Jaar | Milaan-San Remo | Amstel Gold Race | Luik-Bast.‑Luik | Ronde van Lombardije | Waalse Pijl | Clásica San Sebastián |  | WK op de weg |  | Wereldranglijsten |
| ---- | --------------- | ---------------- | --------------- | -------------------- | ----------- | --------------------- |  | ------------ |  | ----------------- |
| 2013 |                 | opgave           |                 |                      |             |                       |  |              |  |                   |
| 2014 | opgave          |                  | 51e             | 65e                  |             |                       |  |              |  |                   |
| 2015 |                 |                  |                 |                      |             |                       |  |              |  |                   |
| 2016 |                 |                  | 58e             | 61e                  | 68e         | 66e                   |  | opgave       |  | 70e (UWT)         |
| 2017 |                 |                  | 60e             |                      |             | 40e                   |  | 70e          |  | 85e (UWT)         |
| 2018 |                 |                  |                 | 63e                  |             | 51e                   |  | 44e          |  |                   |
| 2019 |                 | opgave           | 67e             |                      | opgave      | opgave                |  |              |  |                   |
| 2020 |                 |                  |                 |                      |             |                       |  | opgave       |  |                   |
| 2021 |                 |                  | opgave          |                      |             | 51e                   |  |              |  |                   |
| 2022 |                 |                  | 98e             | opgave               |             |                       |  |              |  |                   |
| 2023 |                 | 34e              | opgave          | opgave               | 76e         |                       |  |              |  |                   |
| 2024 |                 | 62e              |                 |                      |             |                       |  |              |  |                   |
| 2025 |                 |                  | 86e             |                      |             |                       |  |              |  |                   |

### Resultaten in kleinere rondes
| Jaar | Tour Down Under | Parijs-Nice | Tirreno-Adriatico | Ronde van Catalonië | Ronde van het Baskenland | Ronde van Romandië | Critérium du Dauphiné | Ronde van Zwitserland | Ronde van Polen | Ronde van Guangxi |
| ---- | --------------- | ----------- | ----------------- | ------------------- | ------------------------ | ------------------ | --------------------- | --------------------- | --------------- | ----------------- |
| 2011 |                 |             |                   | opgave              |                          |                    |                       |                       |                 |                   |
| 2012 |                 |             |                   | 63e                 |                          |                    |                       |                       | 91e             |                   |
| 2013 |                 |             | opgave            |                     |                          |                    | opgave                |                       |                 |                   |
| 2014 |                 |             | 72e               |                     |                          |                    |                       |                       |                 |                   |
| 2015 | 24e             |             |                   | 93e                 | 67e                      | 42e                | 13e                   |                       |                 |                   |
| 2016 | 21e             | 20e         |                   | opgave              |                          |                    |                       |                       |                 |                   |
| 2017 |                 | 23e (1)     |                   |                     | 4e (1)                   | 16e                |                       | opgave                |                 |                   |
| 2018 |                 | 9e          |                   |                     | 9e                       |                    |                       |                       |                 |                   |
| 2019 |                 |             |                   |                     | 34e                      |                    |                       |                       |                 | 8e                |
| 2020 |                 |             |                   |                     |                          |                    | 25e                   |                       |                 |                   |
| 2021 |                 | 51e         |                   | 29e                 |                          |                    |                       | 66e                   |                 |                   |
| 2022 |                 | opgave      |                   |                     |                          |                    |                       |                       |                 |                   |
| 2023 |                 | 12e         |                   | 68e                 | 31e                      |                    | 35e                   |                       |                 |                   |
| 2024 |                 |             | opgave            |                     | 60e                      |                    |                       |                       |                 |                   |

(*) tussen haakjes aantal individuele etappe-overwinningen

## Ploegen
- 2010 –  Caja Rural
- 2011 –  Caja Rural
- 2012 –  Caja Rural
- 2013 –  Team NetApp-Endura
- 2014 –  Team NetApp-Endura
- 2015 –  Etixx-Quick Step
- 2016 –  Etixx-Quick Step
- 2017 –  Quick-Step Floors
- 2018 –  Team Sky
- 2019 –  Team INEOS[1]
- 2020 –  UAE Team Emirates
- 2021 –  UAE Team Emirates
- 2022 –  Astana Qazaqstan
- 2023 –  Astana Qazaqstan
- 2024 –  Q36.5 Pro Cycling Team
- 2025 –  Q36.5 Pro Cycling Team

Bárta · 
Benedetti · 
Camaño · 
De la Cruz · 
Dempster · 
Downing · 
Eichler · 
Huzarski · 
Jarc ·   
Kluge ·   
König · 
Matzka · 
McEvoy ·
Mendes · 
Rowsell · 
Schillinger · 
Schorn · 
Schwarzmann · 
Thwaites · 
Voss · 
Wetterhall
Bárta · 
Benedetti · 
Bennett · 
Camaño · 
De la Cruz · 
Dempster · 
Huzarski · 
Jarc · 
König · 
Machado · 
Matzka · 
McEvoy · 
Mendes · 
Padour · 
Rowsell · 
Schillinger · 
Schorn · 
Schwarzmann · 
Thwaites · 
Voss  · 
Konrad (stagiair) · 
Krieger (stagiair) · 
Mühlberger (stagiair) 
Alaphilippe · Boonen · Bouet · Brambilla · Cavendish · de la Cruz · Gołaś · Keisse · Kwiatkowski  · Lampaert · Maes · Martin · Meersman · Renshaw · Sabatini · Serry · Štybar · Terpstra · Trentin · Urán · Vakoč · Vandenbergh · Van Keirsbulck · M. Velits · Vermote · Verona · Wisniowski · Contreras (stagiair) · Gaviria (stagiair)
Alaphilippe · Boonen · Bouet · Brambilla · Contreras · de la Cruz · De Plus · Gaviria · Jungels · Keisse · Kittel · Lampaert · Maes · D. Martin · T. Martin   · Martinelli · Meersman · Richeze · Sabatini · Serry · Štybar · Terpstra · Trentin · Vakoč · Vandenbergh · Van Keirsbulck · Velits · Vermote · Verona · Wiśniowski · Costa (stagiair) · García (stagiair) · Sisr (stagiair)
Alaphilippe · Bauer · Boonen (tot 09/04) · Brambilla · Capecchi · Cavagna · de la Cruz · De Plus · Declercq · Devenyns · Gaviria · Gilbert · Jungels · Keisse · Kittel · Lampaert · Martin · Martinelli · Mas · Richeze · Sabatini · Schachmann · Serry · Štybar · Terpstra · Trentin · Vakoč · Velits · Vermote · Hodeg (stagiair) · Kasperkiewicz (stagiair)
van Baarle · Basso · Bernal · Castroviejo · de la Cruz · Deignan · Dibben · Doull · Elissonde · Froome · Geoghegan Hart · Gołaś · Halvorsen · Seb. Henao · Ser. Henao · Intxausti · Kiryjenka · Knees · Kwiatkowski · Lawless · López · Moscon · Poels · Puccio · Rosa · Rowe · Sivakov · Stannard · Thomas · Wiśniowski
van Baarle · Basso · Bernal · Castroviejo · de la Cruz · Doull · Dunbar · Elissonde · Froome · Ganna · Geoghegan Hart · Gołaś · Halvorsen · Seb. Henao · Kiryjenka · Knees · Kwiatkowski · Lawless · Moscon · Narváez · Poels · Puccio · Rosa · Rowe · Sivakov · Sosa · Stannard · Swift · Thomas
Ardila · Aru · Bjerg · Bohli · Bystrøm · Conti · Costa · Covi · De la Cruz · Dombrowski · Formolo · Gaviria · Henao · Kristoff · Laengen · Marcato · McNulty · Mirza · Molano · Muñoz · I. Oliveira · R. Oliveira · Philipsen · Pogačar · Polanc · Ravasi · Raboesjenka · Richeze · Troia · Ulissi
Ardila · Ayuso (vanaf 15 juni) · Bjerg · Bystrøm · Conti · Costa · Covi · De la Cruz · Dombrowski · Fisher-Black (vanaf 14 juli) · Formolo · Gaviria · Gibbons · Hirschi · Kristoff · Laengen · Majka · Marcato · McNulty · Mirza · Molano · Muñoz · I. Oliveira · R. Oliveira · Pogačar · Polanc · Raboesjenka · Richeze · Trentin · Troia · Ulissi· Groß (stagiair)
Basso · Battistella · Boaro · Broesenski · Conti · de Bod · de la Cruz · Dombrowski · Fjodorov · Felline · Gazzoli (tot 10/8) · Gïdïç · Groezdev · Henao (tot 31/07) · López · Loetsenko · Martinelli · Moscon · Natarov · A. Nibali · V. Nibali · Nurlykhassym · Pronskïÿ · Raboesjenka · Romo · Scaroni (vanaf 28/07) · Tejada · Velasco · Zacharov · Zejts · Chzhan (stagiair) · Syritsa (stagiair)
Basso · Battistella · Boaro · Bol · Broesenski · Cavendish · Chzhan · de la Cruz · Dombrowski · Fjodorov · Felline · Garofoli · Gïdïç · Groezdev · Laas · Loetsenko · Martinelli · Moscon · Natarov · Nibali · Nurlykhassym · Pronskïÿ · Raboesjenka · Romo · Sánchez · Scaroni · Syritsa · Tejada · Velasco · Zejts
Abreha · Azparren · Badilatti · Brambilla · Calzoni · Camprubi · Christen · Colombo (vanaf 1/8) · Conca · de la Cruz · Devriendt · Donovan · Fancellu · Frison · Hagen · Howson · Ludvigsson · Małecki · Monk · Moschetti · Nizzolo · Parisini · Rosskopf · Sajnok · Steimle · Townsend · Whelan · Zukowsky · Krijnsen (stagiair) · Sommer (stagiair)